# Тангар білоголовий
Танга́р білоголовий (Sericossypha albocristata) — вид горобцеподібних птахів родини саякових (Thraupidae). Мешкає в Андах. Це єдиний представник монотипового роду Білоголовий тангар (Sericossypha).

## Опис

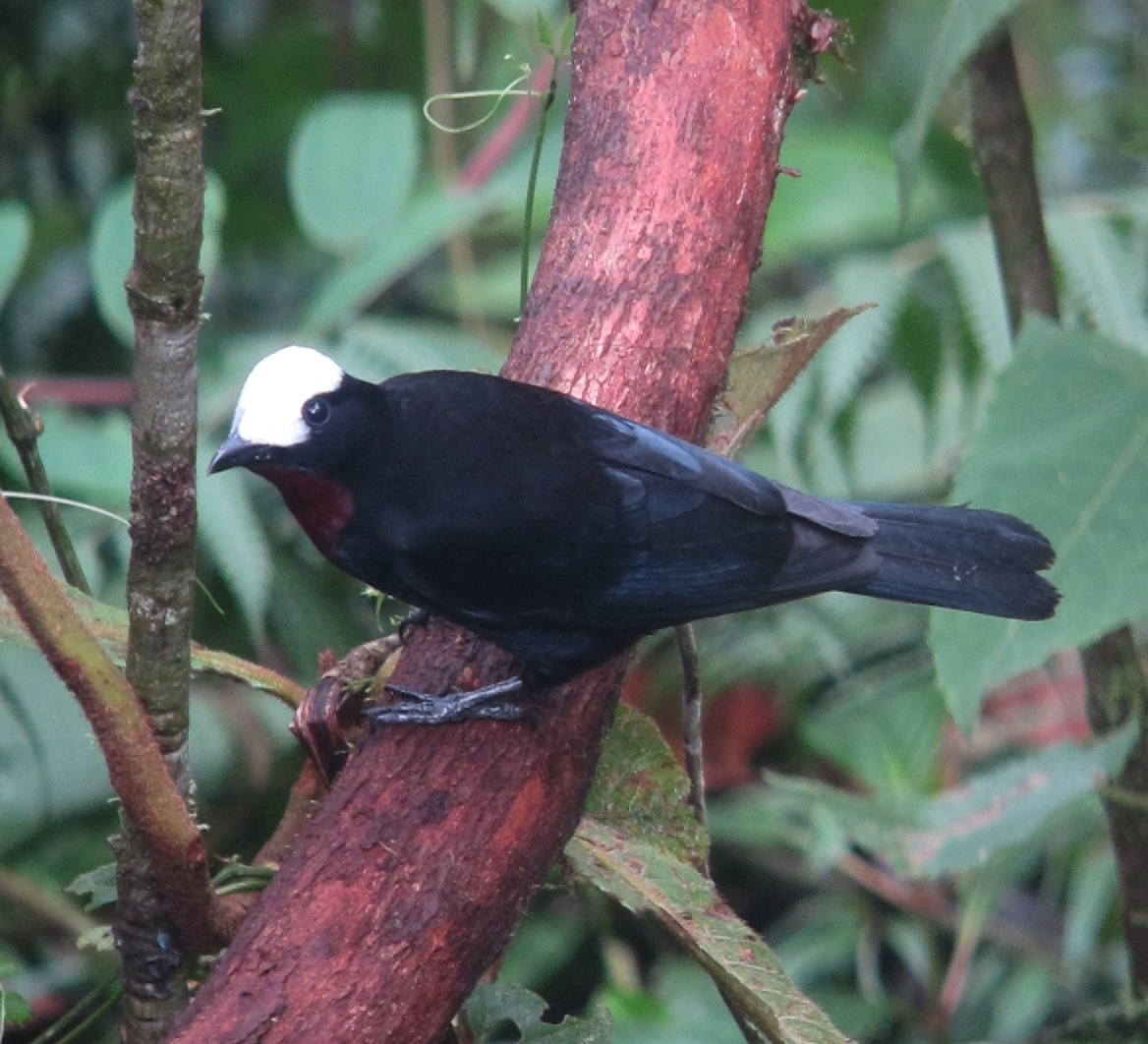
Білоголовий тангар

Довжина птаха становить 24-26 см, вага 95-125 г. Забарвлення переважно яскраво-синювато-чорне, верхня частина голови і верхня частина обличчя білі. У самців горло і груди яскраво-фіолетові, у самиць темно-винно-червоні. У молодих птахів верхня частина голови біла, горло чорне.

## Поширення і екологія
Білоголові тангари мешкають в Андах на крайньому заході Венесуели (Тачира), в Колумбії, Еквадорі і Перу. Вони живуть у вологих гірських і хмарних тропічних лісах. Зустрічаються зграйками до 10-20 птахів, на висоті від 1400 до 3200 м над рівнем моря, переважно на висоті від 1700 до 2700 м над рівнем моря. Іноді зустрічаються разом з гагерами або гірськими касиками. Живляться плодами і комахами, зокрема осами.

## Збереження
МСОП класифікує цей вид як вразливий. Білоголовим тангарам загрожує знищення природного середовища.